# Brachytarsophrys feae
Brachytarsophrys feae és una espècie de granota que viu a la Xina, Myanmar, Tailàndia, Vietnam i, possiblement també, a Laos.
Està amenaçada d'extinció per la pèrdua del seu hàbitat natural.